# Niagara-Schlucht
Koordinaten: 43° 7′ 15″ N, 79° 4′ 14″ W

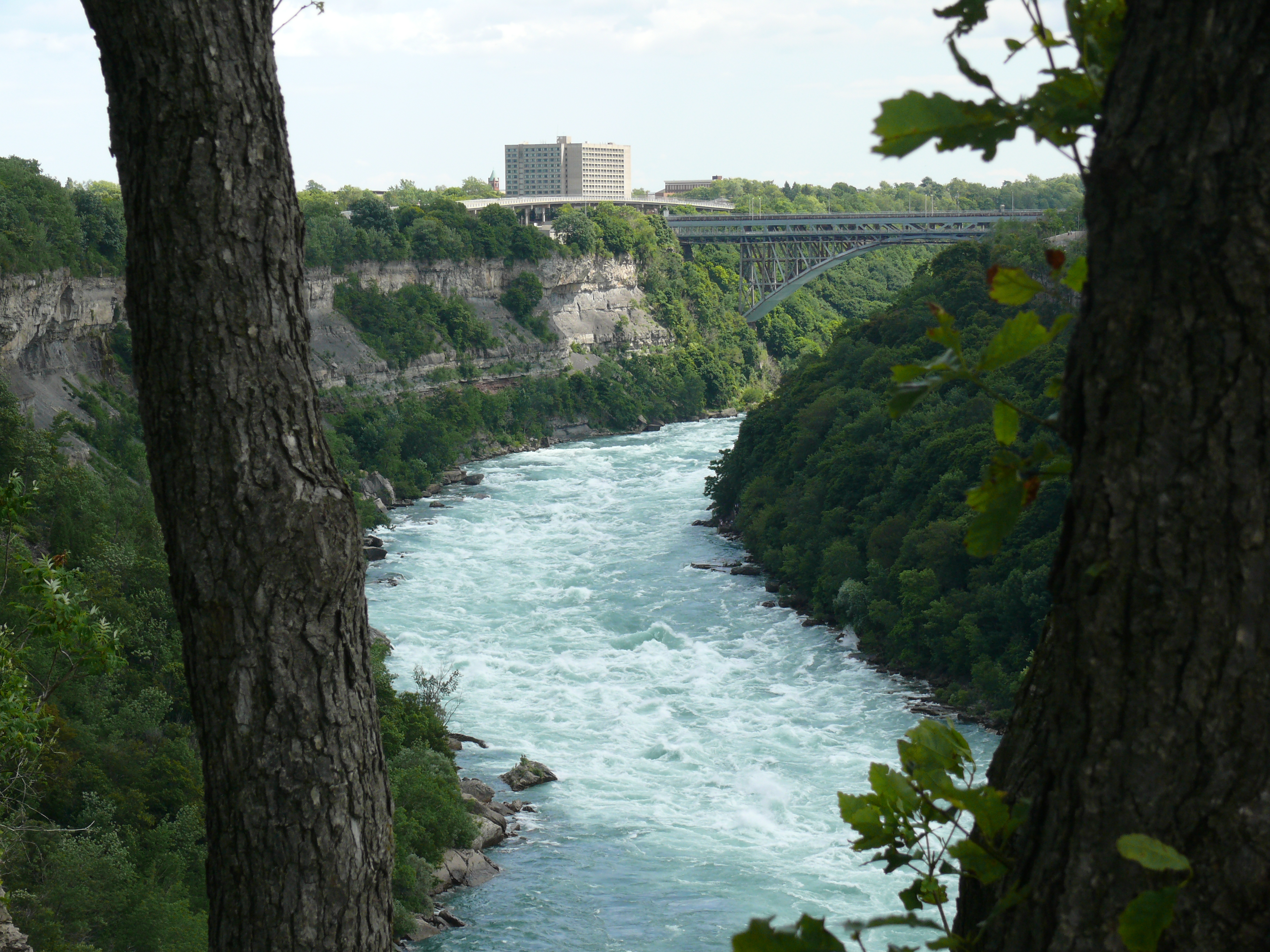
Die Niagara-Schlucht vom östlichen Rand nördlich des Niagara Whirlpools aus betrachtet. Im Hintergrund ist die Whirlpool Rapids Bridge zu sehen.

Die Niagara-Schlucht (englisch Niagara gorge [naɪˌæɡ(ə)ɹə ˈɡɔɹd͡ʒ]) ist eine 11 km lange Schlucht, die vom Niagara River entlang der kanadisch-amerikanischen Grenze zwischen dem US-Bundesstaat New York und der kanadischen Provinz Ontario gebildet wird. Sie beginnt am Fuße der Niagara-Fälle und endet an der Niagara-Schichtstufe bei Queenston, Ontario, wo die Fälle vor etwa 12.500 Jahren entstanden sind.
Im Laufe der Zeit sind die Wasserfälle durch die sogenannte rückschreitende Erosion immer weiter flussaufwärts in Richtung Eriesee gewandert. Dies liegt am harten Oberflächengestein aus Lockport-Dolomit und den darunterliegenden, weicheren Schichten. Letztere werden durch die Wassermassen so lange ausgehöhlt, bis die darüber liegende, nur wenig erodierte Dolomitplatte nicht länger getragen wird und bricht.
Die Flussströmung in der Schlucht ist eine der mächtigsten der Welt. Die Stromschnellen der Schlucht haben schon mehrfach Menschenleben gefordert. Das Kajakfahren in der Schlucht ist daher mittlerweile generell verboten.  Vereinzelt wurde es jedoch Weltklasse-Kanuten erlaubt, die Strecke zu befahren.
Touristen können die Stromschnellen der Niagara-Schlucht auf kommerziellen Touren in robusten Jetbooten befahren. Diese starten in Niagara-on-the-Lake, Ontario, in Lewiston, New York, und im Hochsommer im Niagara Glen Nature Center auf dem Niagara Parkway in Ontario.